# Ферхан Шенсой
Ферхан Шенсой (роден на 26 февруари 1951 в Чаршамба, Самсун) е турски театрален, филмов и телевизионен актьор, в същото време е писател и сценарист на постановки, филми и телевизионни сериали. Създател е на трупа Ortaoyuncular.
Най-известен е със своето стенъп шоу „Ferhangi Şeyler“. 
Подпомагал е турския театър, като винаги е отделял средства от своите приходи. 

## Живот

### Млади години
Роден е в Чаршамба, Самсун през 1951 година. Майка му Мюжгян Шенсой е била начална учителка, докато баща му Юсуф Шенсой е бил търговец и кмет на Община Чаршамба.
Първите му разкази и стихотворения са публикувани през 1969 година в литературни списания и през 1970 година в Devekuşu Kabare са изиграни неговите скечове. 
Известно време е учил в Гимназия Галатасарай в Истанбул, след което е завършил гимназия в Чаршамба през 1970. 
През 1971 излиза на професионална сцена в Grup Oyuncuları. Между 1972 – 1975 продължава своето театрално образование във Франция и Канада, като работи с имена като Jerome Savary и Andre-Louis Perinetti. В Монреал получава награда за най-добър чужд сценарист през 1975 с постановката си „Ce Fou De Gogol“. Пак в Монреал участва в мюзикъла „Harem Qui Rit“, в който работи и като режисьор. Същата година се връща в Турция. 
След завръщането си в Турция започва да работи с „Ali Poyrazoğlu Tiyatrosu“, същата година стартира и писането на телевизионни скечове и за първи път се появява на телевизионния екран с един от своите скечове. 
През 1976 година работи в „Nisa Serezli – Tolga Aşkıner Tiyatrosu“, като продължава да пише скечове за Турската национална телевизия.
През 1978 година издава първата си книга Kazancı Yokuşu и през същата година за първи път играе роля във филм „Kızını Dövmeyen Dizini Döver“ (режисьор Temel Gürsu). Същата година заедно с Мете Инселел създава „Anyamanya Kumpanya Tiyatrosu“, където играе в собствената си постановка „İdi Amin Avantadan Lavanta“. 
Същата 1978 година, сериалът „Bizim Sınıf“, на който е сценарист, е забранен в националната телевизия поради това, че унизява работата на учителите. След това същата история бива адаптирана за театър от Али Пойразоглу. Сериалът „Evdekiler ve Giyim Kuşam Dünyası“, в който има малка роля, също е спрян от телевизионния екран. След това Ферхан Шенсой започва да работи в театъра на Айфер Ферай. 
През 1979 има роля в сериала „Sizin Dershane“, на който също е сценарист, а в театъра на Айфер Ферай играе в „Hayrola Karyola“, където още е сценарист и музикант. Написва сценарий и за „Dedikodu Şov“, в който играят Адиле Нашит, Перран Кутман, Пакизе Суда и Севда Караджа. В същия театър участва с роля в „Kukla ve Kuklacı“, сценарист Арда Ускан и музика Фуат Гюнер.

### Ortaoyuncular
През 1980 създава свой театър с име „Ortaoyuncular“. На 14 март 1980 за първи път отварят завеси и до днес са изиграли повече от 50 постановки. Към състава на трупата създава и „Nöbetçi Tiyatro“ за да обучава нови театрални актьори. 
Получава награда „Avni Dilligil Jüri Özel Ödülü ve Dergi-13“ за най-успешна постановка със „Şahları Da Vururlar“, където е сценарист, а за музиката му помага Фуат Гюнер. 
През 1981 година написва Parasız „Yaşamak Pahalı“ и „Kahraman Bakkal Süpermarkete Karşı“. Втората постановка е с музика композирана от Фуат Гюнер и Йозкан Угур и там му партнира Зелиха Берксой. Докато все още на сцената се играе „Şahları Da Vururlar“, той я издава и като книга. 
За да отпразнува 30-ата годишнина на "Küçük Sahne" поканва Мюджап Офлуглу в „Ortaoyuncular“ и играе в „Eski Moda Komedya“. Режисирана от Офлуоглу постановка носи на Шенсой награда на „Tiyatro-81“ за Най-добър актьор. 
През 1982 издава книгата „Afitap'ın Kocası İstanbul“ и заедно с младежката си трупа „Nöbetçi Tiyatro“ започват да работят върху адаптация на Големия Ромул, която излиза със заглавие „En Büyük Romülüs Başka Büyük Yok“. Освен това режисира своята постановка „Kiralık Oyun“, композира музиката ѝ и участва с роля. 
През 1983 служи в армията в Чорлу, Улаш. Написва „Anna'nın Yedi Ana Günahı“, вдъхновен от седем стихотворения на Бертолт Брехт и го режисира. Освен това написва и режисира и „Fırıncı Şükrü“, „Deli Vahap“ и „Nuri veÖtekiler“. 
През 1984 заедно с младежката си трупа „Nöbetçi Tiyatro“ представят „Afitap'ın Kocası İstanbul“. След това написва „İstanbul'u Satıyorum“. След като приключва военната си служба започва да излиза отново на сцена с „Şahları Da Vururlar“. Същата година написва сценарий за телевизионен сериал „Köşedönücü“ и също има роля в него. Отново започва да излиза на сцена със Hayrola Karyola, като този път му партнира Нурхан Дамджъоглу.
През 1985, пренаписва и режисира „Осите“ на Аристофан. В същото време написва сценарий за филма „Köşedönücü“, като в същото време го режисира и играе в него. След това заедно с младежката си трупа „Nöbetçi Tiyatro“ представят „Çehov'lardan Bir Demet“, като адаптация на Антон Чехов.
След като през 1986 година издава книгата си „Gündeste“, написва сценарий на постановката „İçinden Tramvay Geçen Şarkı“, който е вдъхновен от скечовете и живота на Карл Валентин. В постановката участват Хюмейра и Grup Gündoğarken. Същата година написва и участва в сериала „Şey Bey“ и пренаписва постановката си „Parasız Yaşamak Pahalı“ като сценарий за филм и го режисира. Същата година написва и режисира филма „Bir Bilen“ и издава книгата си „Ayna Merdiven“
През 1986 година написва и режисира мюзикъла „Muzır Müzikal“, който получава различни реакции от обществото. След като мюзикъла е представен 77-и път, театърът е изгорял по подозрителен начин. Шенсой е бил съден заради тази постановка и е лежал в затвора 21 дни. 
След това Шенсой започва да излиза на сцената с единичното стендъп шоу „Ferhangi Şeyler“ и написва сценарий за телевизионния сериал „Varsayalım İsmail“ и го режисира.
През 1988 година пренаписва постановка „İstanbul'u Satıyorum“ и постановката му носи наградите „Ulvi Uraz Ödülü“ и „Sanat Kurumu Ödülü“. В него участват актьорите Мюнир Йозкул и Ерол Гюнайдън. Същата година публикува и книгата си „Düşbükü“.
Режисира постановката „Keşanlı Ali Destanı“ на Халдун Танер. Превежда „Don Juan ile Madonna“ на Anca Visdei от френски език. Режисира постановката, в която играе Деря Байкал, с която по-късно се жени и има две момичета с имена Мюжгян Ферхан (1989) и Нериман Деря (1990).
През 1988 написва и „Soyut Padişah“ и през 1989 година го режисира и играе в него. В същото време продължава с „İstanbul'u Satıyorum“ и „Ferhangi Şeyler“. Получава наградите Avni Dilligil Ödülü, İsmail Dümbüllü Ödülü, Nasrettin Hoca Mizah Ödülü, Kültür Bakanlığı Jüri Özel Ödülü, и Hey Girl Dergisi Yılın Oskarları.

### Ortaoyuncular в Гласовия театър
През 1989 година реставрира историческата гласова оперета и я отваря с име „Ses 1885“. Ortaoyuncular преместват свояте постановка „Soyut Padişah“. Същата година получава роля във филма „Büyük Yalnızlık“, където му партнира Сезен Аксу и е режисиран от Явуз Йозкан.
През 1990 година написва „Yorgun Matador“, вдъхновен от живота и произведенията на Pierre Henri Cami. 
През 1991 режисира и играе в „Aşkımızın Gemisi Fındık Kabuğu“, написан от сценарист аматьор на име Джихан Йоксюз. Същата година „İstanbul'u Satıyorum“ е преведена на английски от Томрис Уяр. 
Същата година написва сценарий за „Güle Güle Godot“ и пренаписва „Varsayalım İsmail“ за Show TV. Публикува поредната си книга „Kahraman Bakkal Süpermarkete Karşı“. 
През 1992 година публикува книгата „İngilizce Bilmeden Hepinizi I Love You“. Същата година пише, режисира и играе в „Köhne Bizans Operası“, като за музиката му помага Фикрет Къзълок. „Ferhangi Şeyler“ е представяна на публика в Сидни и Мелбърн. 
През 1993 пренаписва „Parasız Yaşamak Pahalı“ и композира музиката му с Алпер Марал. Пренаписва „Şu Gogol Delisi“ на турски.
Публикува две книги – „Güle Güle Godot“ и „Denememeler“. А „Kahraman Bakkal Süpermarkete Karşı“ е представена в Ню Йорк от една аматьорска трупа. 
През този период Ферхан Шенсой води и телевизионно предаване по ATV с име „Kaybet-Kazan“. 
През 1994 наема кораб и го превръща в театър, който нарича „İçinden Dalga Geçen Tiyatro“, като за този театър пише и режисира „Seyircili Seyir Defteri“. С този проект получава наградата İsmail Dümbüllü Ödülü. 
В този период работи в телевизионен проект „Bağımsız Federe Ferhan Şensoy Televizyonu“. Постановките му се превеждат на френски и се играят във Франция, Югославия, Холандия и други. 
През 1995 година започва вечерно шоу, което се излучва на живо по Flash TV с име „Akşam Traşı“. В същото време написва, режисира и играе в „Üç Kurşunluk Opera“. Подготвя също и самостоятелна постановка на име „Felek Bir Gün Salakken“, като прави премиера в родния си град Чаршамба. 
Пише сценарий за Kanal D на сериала „Boşgezen ve Kalfası“ и същата година трупата му Ortaoyuncular получава награда за Най-добра трупа. 
През 1996 Шенсой играе „Ferhangi Şeyler“ в Щутгарт, Дуйсбург, Бохум, Берлин, Вупертал, Кьолн, Нюрнберг, Мюнхен, Франкфурт, Хамбург, Амстердам и Цюрих. 
Написва филмов сценарий на „Kaplama Alanı Dışında“ и публикува книгата си „Oteller Kitabı“.
След това започва да пише статии във вестник Джумхуриет. През това време „Güle Güle Godot“ се превежда на руски от Хуроман Неврузова. 
През 1997 представя в Лондон „Aptallara Güzel Gelen Televizyon Dizileri“ и след това прави подбор на произведенията на Халдун Танер в „Haldun Taner Kabare“, режисиран от жена му Деря Байкал. 
През 1998 година публикува книгата си „Falınızda Rönesans Var“.
През 1999 написва „Şu An Mutfaktayım“ за съпругата си Деря Байкал. Започва ново телевизионно предаване в Cine 5 с име „Ferhan Şensoy T.V.“. Същата година подготвя адаптация на Стивън Беркоф "Dolu Düşün Boş Konuş".
През 2000 адаптира „Вишнева градина“ на Антон Чехов. 
През 2001 е дебютя на дъщерите му Нериман Деря Шенсой и Мюжгян Ферхан Шенсой с постановката „Sahibinden Satılık Birinci El Ortaoyunu“, написана и режисирана от Ферхан Шенсой. 
Същата година печели награда „Terakki Vakfı Onur Ödülü“ с биографичната си книга „Kalemimin Sapını Gülle Donattım“, и в постановката писана от него „Kökü Bitti Zıkkım Zulada“, също работи върху декора и костюмите. 
През 2002 работи върху постановката „Kahraman Osman“ и публикува книгата си „Rum Memet“. Ноември месец пише „Biri Bizi Dikizliyor“.
Книгата „İngilizce Bilmeden Hepiniz I Love You“ е преведена на френски и е публикувана в Монреал във френско-турска версия. 
През 2003 написва „Beni Ben mi Delirttim“ и споделя сцената с Елиф Дуру и Али Чаталбаш. След това написва „Kabaremajor“.
Започва да публикува свои есета в списание „Kitaplık Dergisi“ и подбира някой от есетата си в книга „Ferhantoloji“.
През 2004 играе във филма „Şans Kapıyı Kırınca“ и написва „Uzun Donlu Kişot“. През тази година също се развежда със съпругата си Деря Байкал. Играе също във филма „Pardon“, режисиран от Мерт Байкал. Има също роля в телевизионния филм „Aktör Eskisi“.
През 2005 публикува три книги – „Eşeğin Fikri“, „Hacı Komünist“ и „Elveda SSK“. 
През 2006 пчели награда за Най-добър сценраий с филма „Пардон“ и написва сценарий и постановява „Aşkımızın Son Durağı“. 
През 2007 написва сценарий за единичната си постановка „Fername“. С тази постановка печели награда за най-добър театрален сценарист. След 10 години за първи път започва да набира актьори за младежката си трупа „Nöbetçi Tiyatro“ с приемен изпит. 
През 2008 участва във филма „Son Ders: Aşk ve Üniversite“, със сценарист и режисьор Угур Ягджъоглу. Пренаписва сценария на сериала „Boşgezen ve Kalfası“ този път за театъра. В постановката му партнира Нефрин Токяй.
През 2009 написва, режисира и играе в постановката „2019 – Bilimsiz, Kurgusal Güldürü“. Освен това подготвя декора, облеклото и музиката. 
През 2010 написва постановките „Ruhundan Tramvay Geçen Adam“ и „İşsizler Cennete Gider“. Също режисира и подготвя декора и дрехите за тези постановки. 
2011 започва да пише статии във вестник Айдънлък. 

## Награди
- 1975 Montreal – En İyi Yabancı Yazar (Ce Fou De Gogol)
- 1980 Avni Dilligil – Jüri Özel Ödülü (Şahları Da Vururlar)
- 1981 Tiyatro-81 – En İyi Erkek Oyuncu (Eski Moda Komedya)
- 1987 Nokta Dergisi Doruktakiler (Muzır Müzikal)
- 1988 Ulvi Uraz Ödülü (İstanbul'u Satıyorum)
- 1988 Sanat Kurumu Ödülü (İstanbul'u Satıyorum)
- 1989 Avni Dilligil Ödülü (İstanbul'u Satıyorum)
- 1989 İsmail Dümbüllü Ödülü
- 1989 Nasrettin Hoca Mizah Ödülü
- 1989 Kültür Bakanlığı Jüri Özel Ödülü
- 1991 Nokta Dergisi Doruktakiler (Kahraman Bakkal Süpermarkete Karşı kitabı ile)
- 1993 Avni Dilligil – En Özgün Oyun (Şu Gogol Delisi)
- 1993 Altın Objektif Ödülü
- 1994 İsmail Dümbüllü Ödülü (Seyircili Seyir Defteri ve Kırkambar-Gece Tiyatrosu kabare gösterisi
- 1995 Kültür Bakanlığı – En İyi Topluluk
- 1997 En Başarılı İletişimciler Ödülü – En İyi Deneme Yazarı
- 2000 Avni Dilligil – En İyi Yönetmen (Fişne Pahçesu – Çehov Lazdur Laz Kalacaktur)
- 2001 Avni Dilligil – En İyi Yazar (Sahibinden Satılık Birinci El Ortaoyunu)
- 2001 Unima Geleneksel Türk Tiyatrosu’na Hizmet Ödülü
- 2002 Sanat Kurumu – En İyi Yazar
- 2002 Afife Jale – Muhsin Ertuğrul Ödülü
- 2004 Türsak Onur Ödülü (Pardon)
- 2004 Nokta Dergisi Doruktakiler
- 2005 Deneme Sahnesi – En İyi Erkek Oyuncu
- 2005 Nasrettin Hoca Altın Eşek Gülmece Ödülü
- 2006 Mizah Üretenler Derneği – En İyi Senaryo (Pardon)
- 2007 İsmet Küntay Ödülü – En İyi Oyun Yazarı (Fername)
- 2007 Altın Sayfa Son Beş Yılın En İyi Mizah Kitabı (Elveda SSK)
- 2009 İsmet Küntay Ödülleri – En İyi Yapım, En İyi Yönetmen, En İyi Erkek Oyuncu (2019)
- 2009 İTÜ En İyileri Seçiyor – En İyi Erkek Oyuncu Ödülü, En İyi Tiyatro Oyunu Ödülü (2019)
- 2010 Yıldız Teknik Üniversitesi Yılın Yıldızları-En İyi Erkek Oyuncu Ödülü (Fername)
- 2011 İstanbul Mizah Tiyatrosu Ustalara Onur Ödülü
- 2011 Terakki Vakfı Onur Ödülü
- 2011 Karadeniz Vakfı – Tiyatro En İyi Erkek Oyuncu Ödülü
- 2012 İsmet Küntay Tiyatro Ödülleri – En İyi Yapım  (Nasri Hoca ve Muhalif Eşeği)
- 2016 Tiyatro Eleştirmenleri Birliği Ödülleri – Onur Ödülü

## Постановки
- Masal Müfettişi (Prömiyer:22 Şubat 2013 – )
- Nasri Hoca ve Muhalif Eşeği (Prömiyer:15 Mart 2012 – )
- İşsizler Cennete Gider (Prömiyer 2010 – )
- Ruhundan Tramvay Gecen Adam (2010 – 2011) Karl Valentin, Ferhan Şensoy
- 2019 – Bilimsiz, Kurgusal Güldürü 2009 – 2010) (prömiyeri: 24 Ocak 2009, Cumartesi 20.00)
- Boşgezen ve Kalfası (2008 – 2009)
- Fername 2007 – 2009
- Kötü Çocuk 2007 – Ali Çatalbaş
- Aşkımızın Son Durağı 2006
- Kiralık Oyun 2005
- Uzun Donlu Kişot 31 Mart 2004 – 2005
- Beni Ben mi Delirttim? 24 Ekim 2003
- Biri Bizi Dikizliyor 2002 – 2003
- Kahraman Osman 2002 – 2003
- Kökü Bitti Zıkkım Zulada 29 Kasım 2001 – 2002
- Sahibinden Satılık 1. El Ortaoyunu 9 Şubat 2001 – 2002
- Fişne Pahçesu 2000 – 2002
- Şu An Mutfaktayım 12 Mart 1999 – 2000
- Parasız Yaşamak Pahalı 14 Ocak 1999 – 2000
- Çok Tuhaf Soruşturma 13 Mart 1998 – 2000
- Haldun Taner Kabare 1997 – 1998 – Haldun Taner
- Aptallara Güzel Gelen Televizyon Dizileri 1996 – Anca Visdei, Ferhan Şensoy
- Felek Bir Gün Salakken 1995
- Üç Kurşunluk Opera 1995 – 1996
- Şu Gogol Delisi 1994 – 1996
- Kırkambar-Gece Tiyatrosu 1994
- Seyircili Seyir Defteri 1994 – 1995
- Köhne Bizans Operası 1993
- Parasız Yaşamak Pahalı 1993
- Güle Güle Godot 1992 – 1993
- Aşkımızın Gemisi Fındık Kabuğu 1991 – Cihan Öksüz
- Yorgun Matador 1990 – 1991 – Pierre-Henry Cami
- Kahraman bakkal süpermarkete karşı 1990 – 1991
- Soyut Padişah 1989 – 1990
- Don Juan ile Madonna 1988 – 1989 Anca Vısdeı
- Ferhangi Şeyler 1987 – (sürüyor)
- Keşanlı Ali Destanı 1986 – Haldun Taner, Yönetmen: Ferhan Şensoy (İstanbul Şehir Tiyatroları)
- İçinden Tramvay Geçen Şarkı 1986 – Karl Valentin, Ferhan Şensoy
- Muzır Müzikal 1986
- Eşek Arıları 1986 – Aristophanes
- Hayrola Karyola 1985 – 1986
- Fırıncı Şükrü, Deli Vahap, Nuri ve ötekiler 1983
- Kiralık Oyun 1983
- Eski Moda Komedya 1983 – Aleksiev Arbuzov
- Anna'nın 7 Günahı 1983 – 1984 – Bertolt Brecht
- En Büyük Romülüs Başka Büyük Yok 1982 – Friedrich Dürrenmatt, Ferhan Şensoy
- Kahraman Bakkal Süpermarkete Karşı 1981 – 1983 Şeref
- İstanbul'u Satıyorum 1980 – 1985
- Şahları da Vururlar 1980 – 1985
- Dedikodu Şov 1979 (kabare gösterisi)
- Kukla 1979 (kabare gösterisi)
- Kuklacı 1979 (kabare gösterisi)
- Dur Konuşma Sus Söyleme 1976
- Ce Fou De Gogol 1975
- Harem Qui Rit 1975

## Филми
- Muhalif Başkan-(2013)
- Son Ders: Aşk ve Üniversite – Saffet Ercan Hoca (2008)
- Pardon – İbrahim (2004) (Şensoy'un senaryosu)
- Şans Kapıyı Kırınca – Presidente Carlos ve Kuddusi Yurdum (2004)
- Büyük Yalnızlık (1989)
- Bir Bilen (1986)
- Parasız Yaşamak Pahalı (1986)
- Köşedönücü – Köşedönücü (1985)
- Kızını Dövmeyen Dizini Döver (1977)
- Aşk Dediğin Laf Değildir (1976)

## Телевизионни сериали
- Utanmazlar – (2015)
- İşler Güçler – Final bölümü (2013)
- Boşgezen ve Kalfası – Boşgezen (1995)
- Varsayalım İsmail – İsmail (1991)
- Şey Bey – (1986)
- Köşe Dönücü – Köşedönücü (1984)
- Sizin Dersane – Adnan Pazarlama (1979)
- Evdekiler (1978)
- Giyim Kuşam Dünyası (1978)
- Bizim Sınıf (1978)
- Caniko (1976)

## Телевизионни филми
- Aktör Eskisi (2004)

## Рекламни филми
- Akbank – Akbank 50 Yaşında (1998)

## Книги
- Başkaldıran KurşuNkalem, Ortaoyuncular Yayınları, 2012
- Seçme Sapan Şeyler, Ortaoyuncular Yayınları, 2010
- Karagöz ile Boşverin Beni, roman, (Aralık 2008), Ortaoyuncular Yayınları.
- Elveda SSK, roman, (Aralık 2005), Ortaoyuncular Yayınları. ISBN 975-7904-11-2
- Hacı Komünist, günlük, (Şubat 2005), Ortaoyuncular Yayınları. ISBN 975-7904-10-4
- Eşeğin Fikri
- Rum Memet
- FerhAntoloji
- Kalemimin Sapını Gülle Donattım
- Falınızda Ronesans Var
- Oteller Kitabı
- Denememeler
- İngilizce Bilmeden Hepinizi I Love You
- Güle Güle Godot
- Kahraman Bakkal Süpermarkete Karşı
- Düşbükü
- Ayna Merdiven, Ortaoyuncular Yayınları, İst, 1986.
- Kazancı Yokuşu (1978).
- Gündeste
- Afitap'ın Kocası İstanbul
- Şahları da Vururlar
- Seçme Sapan Şeyler